# Around the World Live (Deep Purple)
Around the World Live è un album-video del gruppo rock britannico Deep Purple, pubblicato nel 2008 nel formato di boxset composto da quattro DVD.

## DVD

### DVD 1 –Bombay Calling, India 1995
1. Fireball
2. Maybe I'm a Leo
3. Black Night
4. The Battle Rages On
5. Woman from Tokyo
6. The Purpendicular Waltz
7. When a Blind Man Cries
8. Perfect Strangers
9. Pictures of Home
10. Child in Time
11. Anya
12. Space Truckin'
13. Guitar Solo
14. Lazy (inc. Ian Paice Drum Solo)
15. Speed King
16. Highway Star
17. Smoke on the Water

Contenuti bonus  - Live In Seoul, South Korea, 1995
1. Black Night
2. Woman from Tokyo
3. When a Blind Man Cries
4. Perfect Strangers
5. Child in Time
6. Speed King
7. Highway Star
8. Smoke on the Water

### DVD 2 –Total Abandon, Australia 1999
1. Vavoom: Ted the Mechanic
2. Strange Kind of Woman
3. Bloodsucker
4. Pictures of Home
5. Almost Human
6. Woman from Tokyo
7. Watching the Sky
8. Fireball
9. Sometimes I Feel Like Screaming
10. Guitar Solo
11. Smoke on the Water
12. Lazy
13. Perfect Strangers
14. Speed King (with Drum Solo)
15. Black Night
16. Highway Star

Contenuti bonus
1. A Band Down Under – Documentary 1999

### DVD 3 –Live At the NEC, England 2002
1. Fireball (Blackmore, Gillan, Glover, Lord, Paice)
2. Woman from Tokyo (Blackmore, Gillan, Glover, Lord, Paice)
3. Mary Long (Blackmore, Gillan, Glover, Lord, Paice)
4. Vavoom: Ted the Mechanic (Gillan, Glover, Lord, Morse, Paice)
5. Lazy (Blackmore, Gillan, Glover, Lord, Paice)
6. The Well Dressed Guitar (Morse)
7. When a Blind Man Cries (Blackmore, Gillan, Glover, Lord, Paice)
8. Space Truckin' (Blackmore, Gillan, Glover, Lord, Paice)
9. Keyboard Solo (Airey, Bach, Williams...)
10. Perfect Strangers (Blackmore, Gillan, Glover)
11. Speed King (with Bass and Drum Solo and a Rock 'n' roll medley) (Blackmore, Gillan, Glover, Lord, Paice)
12. Guitar Solo (Morse)
13. Smoke on the Water (Blackmore, Gillan, Glover, Lord, Paice)
14. Hush (South)
15. Black Night (Blackmore, Gillan, Glover, Lord, Paice)
16. Highway Star (Blackmore, Gillan, Glover, Lord, Paice)

Contenuti bonus
1. Ian Gillan & Roger Glover interview 2002

### DVD 4 –Access All Areas
1. Access All Areas

## Formazione
- Ian Gillan – voce, armonica, conga
- Jon Lord – tastiere, organo
- Don Airey - tastiere, organo (NEC 2002)
- Steve Morse – chitarra
- Roger Glover – basso
- Ian Paice – batteria